# Nabe's Dream
Nabe's Dream est le premier tome du journal intime de Marc-Édouard Nabe, publié en mai 1991 par les éditions du Rocher.

## Résumé
Le livre s'ouvre le soir du 27 juin 1983, au moment de la fin de la rédaction du premier manuscrit de ce qui va devenir Au régal des vermines. Il se termine sur l'émission Apostrophes, diffusée en direct sur Antenne 2 le 15 février 1985, et marquée par les propos polémiques et l'agression hors antenne de Marc-Édouard Nabe. Entre les deux dates, on suit la vie de l'écrivain, marquée par la recherche d'un éditeur et la réécriture du manuscrit. Les bouclages du journal Hara-Kiri permettent la retranscription de longues tirades du Professeur Choron.

## Accueil critique

### Avis négatifs
Dans Le Monde, Patrick Kechichian évoque « un vide, un vide affligeant » laissé « une fois dépassé ce fantôme de scandale que représente la gesticulation de MEN ». Renaud Matignon publie dans Le Figaro Littéraire une critique féroce à l'encontre de Nabe's Dream et de son auteur. Le livre est néanmoins placé par le journal dans sa liste des « dix essais dont on parle ». 
Gérard Guégan, dans Sud Ouest, réduit l'écrivain à un « comique », et affirme, à tort, qu'il découvre Barbey d’Aurevilly, Sade, Céline en 1983, alors que « ces trois-là se découvrent, en général, à 15 ans, du moins lorsqu’on prétend au génie ». Dans Politis, Jacques Bertin regrette que Nabe n'ait pas de cause à défendre, le qualifiant de « pamphlétaire sans cause ».

### Avis positifs
Jérôme Leroy, dans Le Quotidien de Paris, prend la défense de l'écrivain en attaquant la critique de Patrick Kechichian : « Que le critique d’un grand journal du soir trempe sa plume dans le venin tiède d’une tolérance hypocrite pour régler le sort d’un écrivain sans même l’avoir lu prouve au moins une chose : la mort gagne du terrain ». Jugeant que la faute de Nabe est d'être « insupportablement vivant », il évoque un journal intime « somptueux », qui « renvoie en creux le reflet trop précis d’un monde où des castrats anorexiques contrôlent tout, même l’imaginaire, où des fossoyeurs paranoïaques viennent donner des leçons de morale dans des compilations fadasses ». 
Dans Le Figaro Magazine, François Nourissier, de l'Académie Goncourt, écrit que Nabe's Dream est « odieux, marrant ou urticant, rarement ennuyeux ». Michel Polac accueille favorablement le livre dans les pages de L'Événement du jeudi, en prenant la critique à contre-pied : « Ce gamin est né trop tard : les Goncourt et Léautaud étaient des commères et leurs propos étaient bien plus odieux que les siens, mais voilà, aujourd’hui, après certains “détails” on sait que les mots tuent, que des polémistes peuvent être des assassins et les hommes de lettres ont la gueule de bois..., sauf Nabe. ». Dans Valeurs Actuelles, « Jean Desperts » (Grégory Pons) parle d'un « texte lourd, dense et puissant, souvent agaçant, mais attachant et original ». Dans Politis, Yves Larrouy dit du livre qu'il est « bourré de talent, de la patte d'un vrai écrivain, fou de littérature, fou d'amour ».
Le Bulletin célinien, sous la plume de Marc Laudelout, écrit que Marc-Édouard Nabe avec Nabe's Dream, « confirme, si besoin était, son exceptionnel talent ». Pour Ouest-France, « Marc-Edouard Nabe se raconte avec style et, souvent, brio ». Jean-Claude Lamy, dans France-Soir, salue le premier tome du journal de Nabe, qui « provoque, impose sa personnalité de trublion et nous assène ses états d'âme dans un style fiévreux »,. Dans Actuel, Frédéric Taddeï accueille très favorablement le premier tome du journal de Nabe, parlant de « huit cents pages d'émotions, de rythme, de passions, d'histoires d'amour, de ruptures, de règlements de comptes. »

## Échos
- En 2001, Thomas Clerc publie sa thèse de doctorat, portant sur les journaux intimes, et dans laquelle il analyse celui de Marc-Édouard Nabe[18],[19]. En mai 2015, il écrit dans Libération qu'en 1995, au moment de la rédaction de la thèse, il était « fasciné par le journal de Marc-Édouard Nabe »[20].
- En septembre 2013, lors de la parution de Naissance, de Yann Moix, Frédéric Beigbeder écrit que le roman « rappelle Nabe's Dream, le journal intime de Marc-Edouard Nabe : on y trouve le même exhibitionnisme potache, certaines références similaires (notamment le jazz), la même paranoïa et une manière analogue d'étirer les scènes jusqu'au burlesque le plus hystérique. Un des pères spirituels du héros se nomme d'ailleurs Marc-Astolphe Oh »[21].
- En octobre 2015, Raphaël Sorin, dans Libération, mentionne Nabe's Dream et ses pages sur le Professeur Choron[22].

## Édition
- Marc-Édouard Nabe, Nabe's Dream, éditions du Rocher, 1991, 824 p. (ISBN 22681102X) édité erroné